# Wilhelm Fay

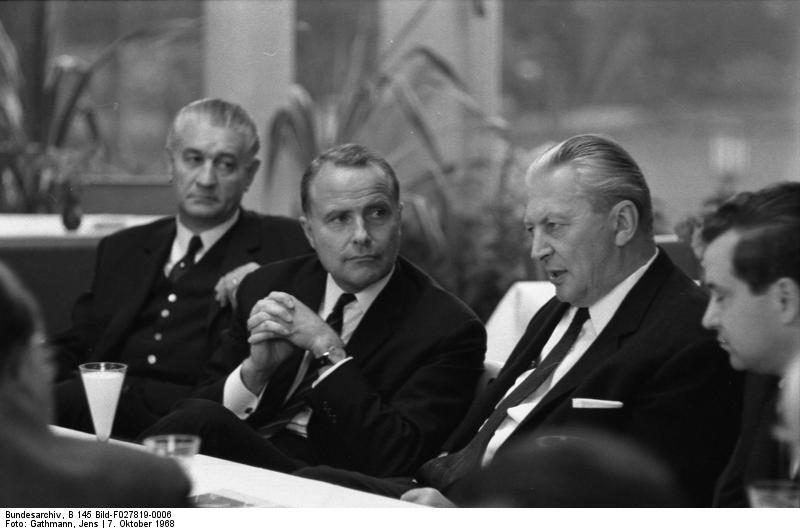
Bürgermeister Wilhelm Fay (links), neben Alfred Dregger, Kurt Georg Kiesinger und Hans-Jürgen Moog, 1968 in Frankfurt am Main

Wilhelm Fay (* 1. Juli 1911 in Sossenheim; † 7. Februar 1980 in Frankfurt am Main) war ein deutscher Jurist und Politiker (CDU).

## Leben und Beruf

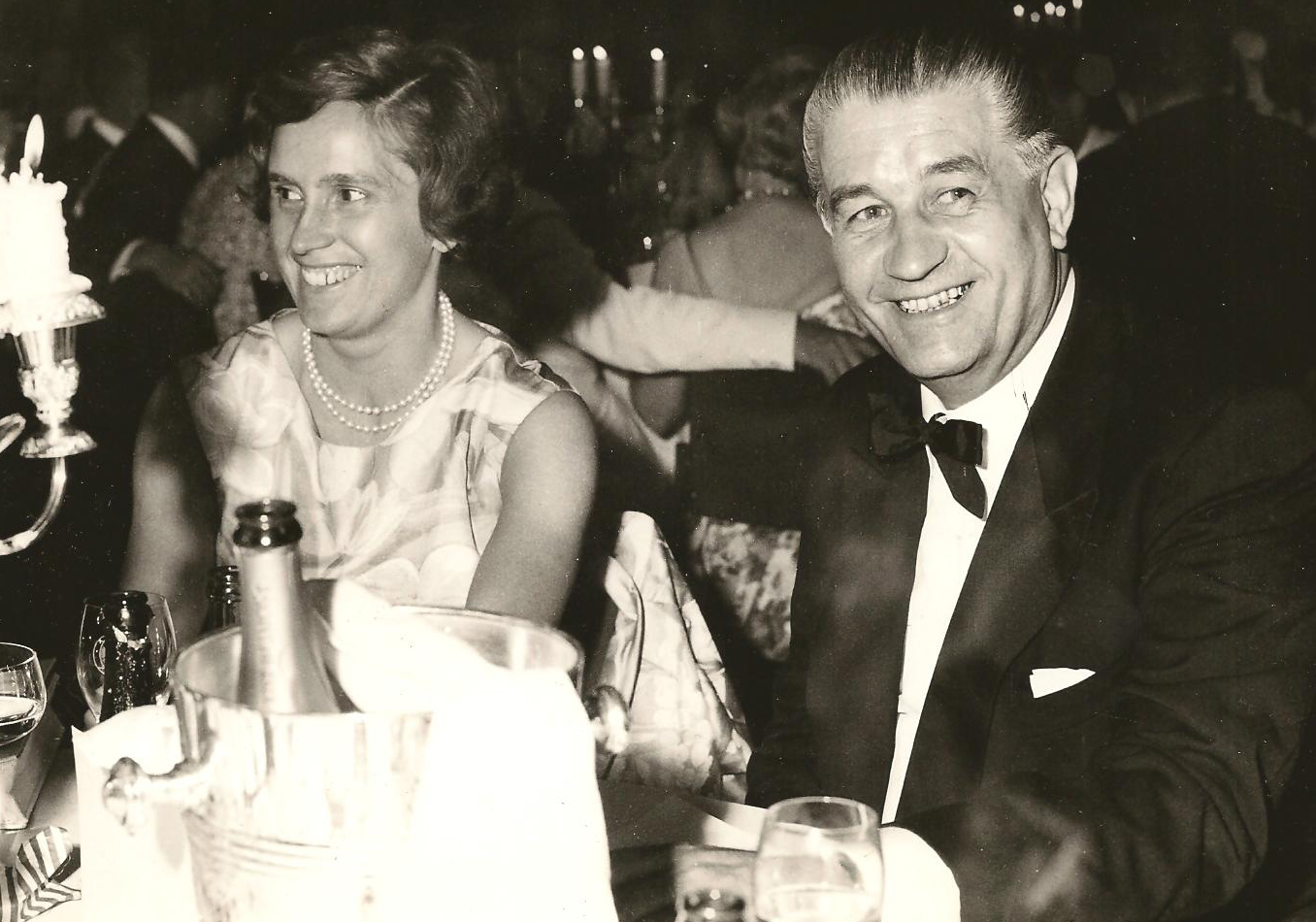
Wilhelm und Henriette Fay im Zoo-Gesellschaftshaus Frankfurt

Wilhelm Fay wurde am 1. Juli 1911 als Sohn des Frankfurter Kurzwarenhändlers Wilhelm Fay und seiner Frau Wilhelmine in Sossenheim geboren. Sein Vater gründete 1908 den Sossenheimer Arbeiterverein und arbeitet im Zentrum mit. Die Familie verließ 1912 Sossenheim und zog in das Frankfurter Nordend Spohrstraße 13. Der Vater betrieb im Hirschgraben 7 den Kurzwarenhandel Schweitzer & Fay bis 1933. Das Geschäft wurde aufgrund der politischen Wirren 1933 geschlossen. Wilhelm Fay engagierte sich schon früh in der katholischen Sturmschar der katholischen Bernardusgemeinde um Pfarrer Alois Eckert, der zu seinem geistigen Ziehvater wurde. Er besuchte die katholische Selektenschule bis zur sechsten Klasse und wechselte auf das Kaiser Wilhelms-Gymnasium, wo er 1930 mit dem Abitur abschloss. Anschließend studierte Fay Rechtswissenschaften in Frankfurt am Main und München. Während seines Studiums trat er dem Windthorstbund an der Universität Frankfurt bei und wurde Mitglied im Zentrum. Er legte 1934 das erste juristische Staatsexamen ab, nach erfolgreichem Referendariat bestand Fay wider Erwarten nicht das zweite juristische Staatsexamen. Aufgrund seines starken politischen Engagements als Zentrumspolitiker und Redner des Windthorstbundes galt Fay den Prüfern als politisch unzuverlässig. Er erhielt die Auflage, das gesamte Referendariat zu wiederholen. Auf Anraten des gerade aus der NS-Haft zurückgekehrten Pfarrers Alois Eckert, dessen katholische Sturmschar 1937 von den Nazis verhaftet und gefoltert worden war, trat Fay 1937 in die NSDAP ein, um seine juristische Ausbildung abzuschließen. Ebenfalls 1937 promovierte er zum Dr. jur. und beendete erst seine Ausbildung 1939 mit dem zweiten juristischen Staatsexamen. Anschließend arbeitete er als Handlungsbevollmächtigter bei der Frankfurter Bank. Er wurde 1941 als Rechtsanwalt zugelassen und 1945 zum Landgerichtsrat ernannt. Während der gesamten Zeit des Nationalsozialismus engagierte er sich für den politischen Katholizismus und unterstützte befreundete jüdische Familien. 
Fay wurde 1941 als Soldat zur Marine eingezogen und war in den Niederlanden auf der Insel Walcheren und in Griechenland auf der Insel Ägina stationiert. 1945 geriet er in britische Gefangenschaft und war auf der Ostseeinsel Fehmarn interniert. Nach der Entlassung aus der Kriegsgefangenschaft kehrte er nach Frankfurt zurück und wurde dort von der Spruchkammer entnazifiziert. Die Amerikaner beauftragten ihn mit der Lizenzierung der neuen freien Presse. Ihm oblag es, den Frankfurter Generalanzeiger, die Frankfurter Rundschau und die Frankfurter Allgemeine Zeitung zu lizenzieren.

## Partei

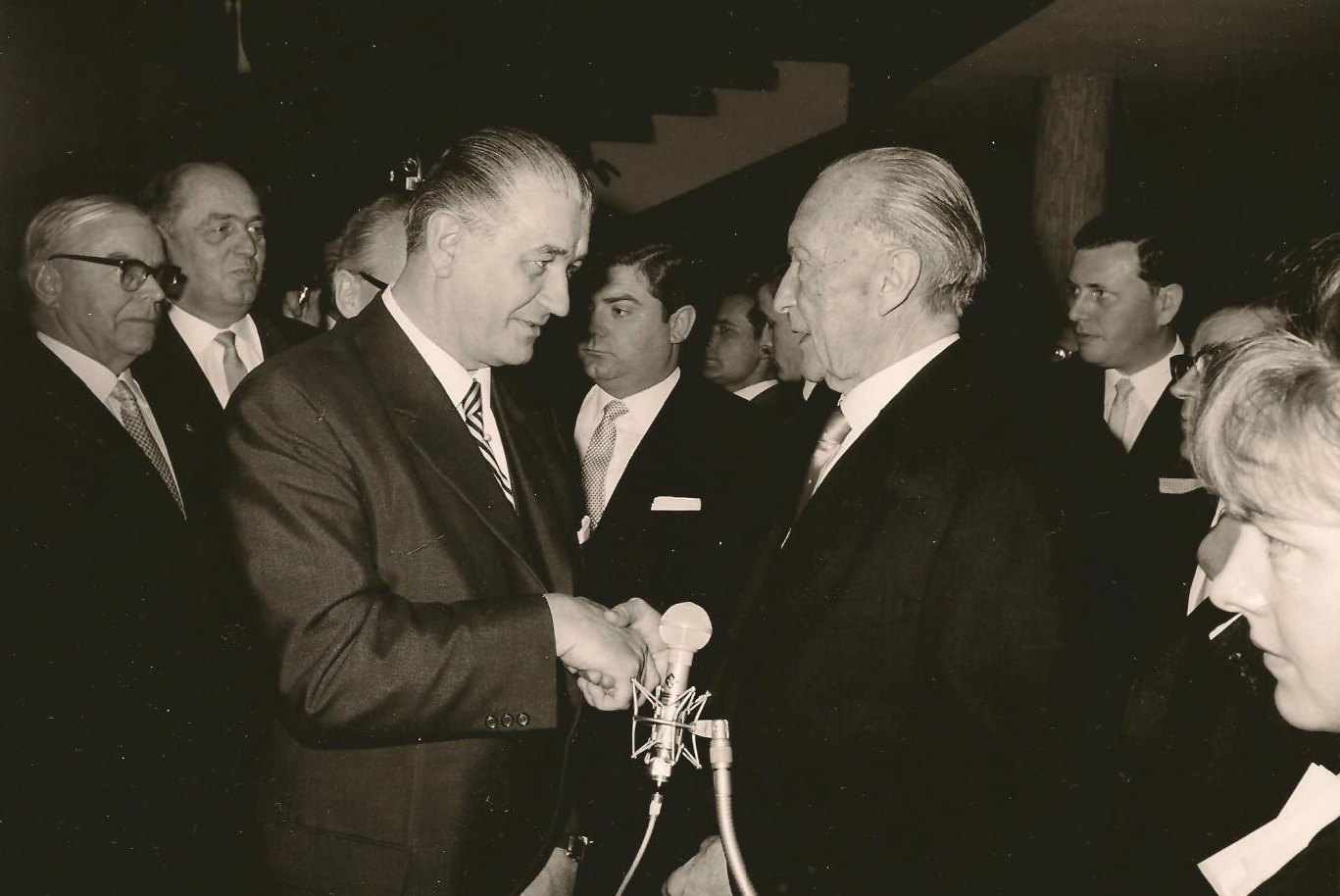
Wilhelm Fay beim Bundeskanzler Konrad Adenauer

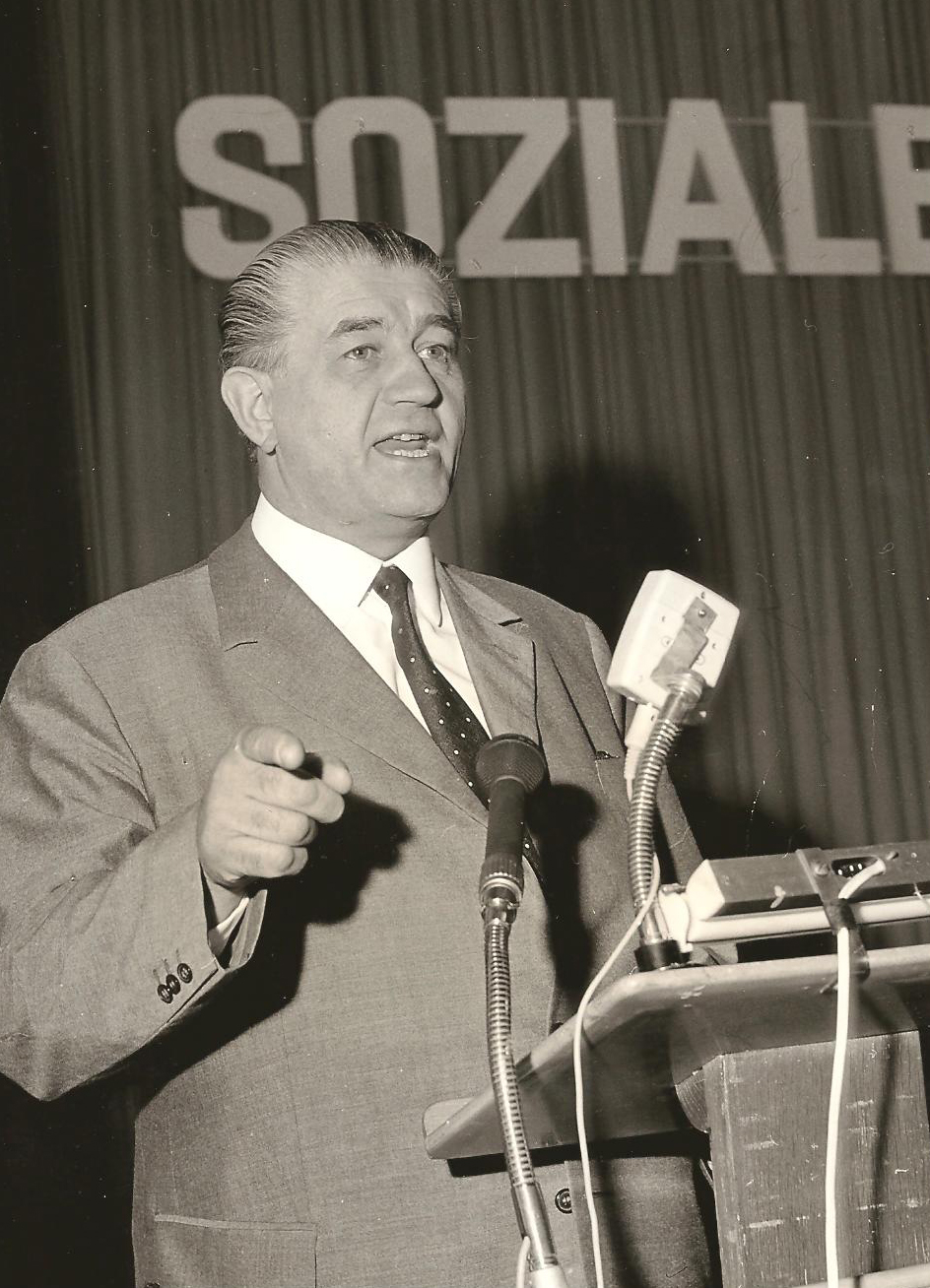
Wilhelm Fay bei seiner Rede während des Bundestagswahlkampfs

Während der Zeit der Weimarer Republik war Fay Mitglied des Windthorstbunds und des Zentrums. Zum 1. Mai 1937 trat er in die NSDAP ein (Mitgliedsnummer 4.814.740). In der SA hatte er eine Anwärterschaft. Er gehörte 1945 zum Gründerkreis der hessischen CDU und war von 1952 bis 1961 sowie 1972/73 Kreisvorsitzender der CDU Frankfurt. Von 1952 bis 1967 war er Landesvorsitzender der CDU Hessen. Anschließend war er Ehrenvorsitzender der hessischen Christdemokraten.

## Abgeordneter
Fay gehörte dem Hessischen Landtag vom 5. November 1953, als er für die ausgeschiedene Abgeordnete Elisabeth Pitz nachrückte, bis 1970 an. Von 1962 bis 1970 war er Vorsitzender des Landtagshauptausschusses und von 1962 bis 1968 stellvertretender Vorsitzender der CDU-Landtagsfraktion.

## Öffentliche Ämter
Fay war von 1948 bis zu seinem Tode Mitglied des Magistrats der Stadt Frankfurt am Main und hatte diese Funktion von 1956 bis 1966 hauptamtlich inne. Von 1966 bis 1972 amtierte er als Bürgermeister und Wirtschaftsförderungsdezernent der Stadt Frankfurt. 1972 verweigerte die SPD die Wiederwahl Fays, was zum Bruch der Koalition aus SPD und CDU führte.

## Auszeichnungen
- 1970: Großes Silbernes Ehrenzeichen für Verdienste um die Republik Österreich[18]
- 1971: Großes Verdienstkreuz[19]
- 1978: Wilhelm-Leuschner-Medaille des Landes Hessen[20]
- Wilhelm-Fay-Straße in Frankfurt am Main
- Sein Grab auf dem Hauptfriedhof ist ein Ehrengrab.

## Sonstiges
Er war Ehrenmitglied der katholischen Studentenverbindung K.D.St.V. Moeno-Franconia Frankfurt am Main (CV).